# Points morts (mécanique)
Pour les articles homonymes, voir Point mort.
 (juillet 2012).
Si vous disposez d'ouvrages ou d'articles de référence ou si vous connaissez des sites web de qualité traitant du thème abordé ici, merci de compléter l'article en donnant les références utiles à sa vérifiabilité et en les liant à la section « Notes et références ».

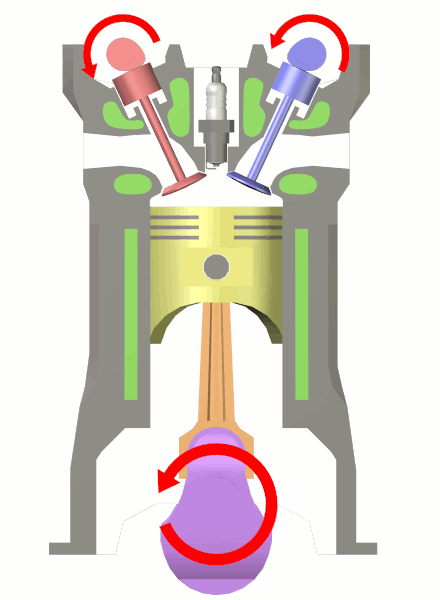
Schéma de piston. En position point mort haut.

En cinématique, pour un système composé d'une pièce en mouvement rotatif reliée à une bielle dont l'autre extrémité est en mouvement de translation alternatif (moteur à piston ou compresseur, par exemple), les points morts sont ceux pour lesquels l'axe de rotation, la liaison et l'extrémité de la bielle sont alignés. En mécanique automobile, on parle de point mort haut et de point mort bas pour les positions où le piston s'arrête au bout de sa course, avant de repartir en sens inverse.
Par analogie, le terme point mort est utilisé dans d'autres systèmes (une boite de vitesses, ou finance par exemple) pour représenter une position neutre.

## Moteur à pistons à mouvement alternatif
Dans les moteurs à pistons à mouvement alternatif il existe deux moments appelés « point mort », le point mort haut et le point mort bas.

### Point mort haut
Ce point est souvent abrégé par PMH dans les manuels techniques, (en anglais TDC pour top dead center).
Cela correspond au moment où le piston est au point le plus haut de sa course dans un cylindre, juste avant qu'il ne reparte dans l'autre sens.
Dans un moteur à explosion, le piston est au PMH lorsque le volume de la chambre est le plus faible (volume résiduel), juste avant que la dilatation des gaz en combustion n'exerce un travail de poussée sur son dôme.

### Point mort bas
Ce point est souvent abrégé par PMB, (en anglais BDC pour bottom dead center).
Moment où le piston est au point le plus bas de sa course dans un cylindre.
Dans un moteur à explosion, le piston est au PMB lorsque le volume au-dessus de celui-ci est le plus grand (volume résiduel + volume déplacé).

## Boite de vitesses
Le point mort dans une boite de vitesses est la position qui déconnecte complètement le moteur de la transmission.